# Antonio Alcides Zamaro
Antonio Alcides Zamaro (* 26. Juli 1924 in Santa Fe; † 14. Dezember 2004 ebenda) war ein argentinischer Fußballspieler auf der Position eines Stürmers. 

## Laufbahn
Zamaro begann seine Laufbahn vermutlich bei seinem Heimatverein Rosario Central, bei dem er zumindest 1947 unter Vertrag stand, was seine älteste bekannte Station ist. Anschließend war er für den Club Atlético Huracán, den Quilmes AC und den peruanischen Verein Mariscal Sucre FC tätig, bevor er 1951 nach Mexiko kam, wo er für den CD Veracruz, den CF Atlante, den CD Cuautla und den CF Monterrey spielte.